# Велков, Стефан
Сте́фан И́вов Ве́лков (болг. Стефан Ивов Велков; 12 декабря 1996, София) — болгарский футболист, защитник клуба «Вайле».

## Клубная карьера
Стефан начал карьеру в молодёжной академии клуба «Славия» в 2005 году. 27 июля 2013 года дебютировал в основном составе «Славии» в возрасте 16 лет и 227 дней в матче против клуба «Черно море».
В 2014 году находился на просмотре в российском ЦСКА, был интересен так же «Зениту» (Санкт-Петербург).

## Карьера в сборной
Стефан выступал за юношеские сборные Болгарии разных возрастов. В 2013 году дебютировал в составе молодёжной сборной.